# UN Squadron
UN Squadron är ett sidscrollande shoot 'em up-arkadspel från 1989, publicerat av Capcom. Spelet konverterades även till SNES 1991.